# Tubo di Crookes

Schema del tubo di Crookes:
Il generatore di bassa tensione (A) è collegato per riscaldare il catodo (C). La batteria (B) eccita l'anodo (P). La piccola lastra che funge da maschera (M) è collegata al catodo e la sua immagine crea un'ombra sullo schermo fosforescente.

Il tubo di Crookes è un particolare tubo a vuoto di vetro, a forma di cono, che presenta tre elettrodi: un anodo e un catodo. Deve il suo nome al suo inventore, il fisico William Crookes e rappresenta l'evoluzione del tubo di Geissler e il precursore del tubo catodico.

## Descrizione
Il tubo di Crookes è stato costruito inizialmente per studiare gli effetti della luminescenza del fosforo osservati nel tubo di Geissler: infatti nel vuoto qualsiasi materiale fosforescente eccitato e a bassa pressione irradia luce, ma solo ad una estremità del tubo. L'eccitazione del fosforo fu definita da Crookes sotto il nome di raggio catodico, ora interpretato non come raggio ma piuttosto come insieme di particelle elementari, gli elettroni.
Nell'estremità stretta del cono di vetro si trova il polo negativo, chiamato catodo, che produce gli elettroni. Sull'estremità opposta, il fascio luminoso del fosforo generato dagli elettroni forma una specie di schermo, dietro al quale è posizionato l'anodo, ossia il polo positivo. Ai due poli viene collegato un generatore di alta tensione (da uno ad un centinaio di chilovolt). Tra il catodo e l'anodo è posta una piccola lastra metallica ritagliata con una determinata figura (negli esperimenti di Crookes era solitamente una croce di Malta), in modo tale che funga da maschera d'ombra.

## Miglioramenti ed innovazioni

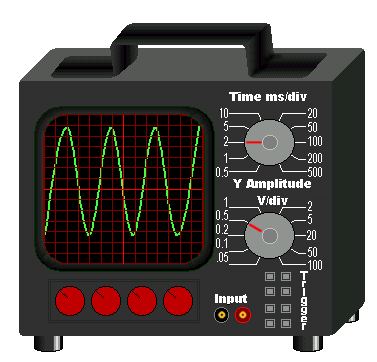
Rappresentazione di un oscilloscopio

Sostituendo la lastra metallica con un cilindro ad emissione forzata di raggi si ottenne il pennello (o cannone) elettronico, che permise la creazione di precisi punti luminosi e fu alla base del tubo catodico impiegato nei televisori. L'aggiunta di deflettori elettrostatici consentì la visualizzazione di tensioni applicate agli stessi. In questo modo, il tubo fu ulteriormente sviluppato dapprima come monitor per gli oscilloscopi e successivamente per gli schermi dei radar e dei televisori. Il principio della maschera d'ombra è stato utilizzato in seguito per la creazione dei tubi catodici dei televisori a colori.
Inoltre, è stato osservato che l'applicazione di alte tensioni (ad esempio 25000 volt) sull'anodo, in assenza di aria, genera i raggi X. Sono state poi sviluppate altre versioni del tubo di Crookes, che al posto del fosforo impiegano un obiettivo metallico e focalizzano il raggio su un piccolo punto, in modo da migliorarne l'indirizzamento. Quest'ultimo aspetto permette, ad esempio, di ottenere immagini nitide durante il montaggio di un film cinematografico.